# 国際情報統括官組織
国際情報統括官組織（こくさいじょうほうとうかつかんそしき、英: Intelligence and Analysis Service）は、外務省の情報機関。内部部局である国際情報統括官を頂点とし、外交情報の収集・分析を専門に行う組織である。
2004年（平成16年）8月、領事移住部の領事局への格上げに伴う組織改編によって局の数が足りなくなったことから、それまでの国際情報局から局長級分掌官に変更されたが、実態は局時代と殆ど変わらない。
内閣情報調査室、警察庁警備局、防衛省情報本部、公安調査庁とともに内閣情報会議・合同情報会議を構成する。

## 組織概要
外務省では、地域局が在外公館からの公電を集約し、政策判断に当たる一方で、国際情報統括官組織が政策判断から距離を置き、情報分析に専念している。

### 沿革
1979年（昭和54年）外務省大臣官房調査部が外務省大臣官房調査企画部となる。
1984年（昭和59年）外務省情報文化局が廃止され、外務省大臣官房調査企画部が外務省情報調査局に昇格した。情報調査局には情報課及び分析課が設置された。
1993年（平成5年）に外務省組織令改正により、情報調査局が国際情報局に改められ、同局の下の情報課が国際情報課に、分析課が分析第1課と分析第2課となった。分析第2課がアジア、大洋州、中近東及びアフリカを担当し、分析第1課は、分析第2課が所掌する以外の事項を扱った。
2004年（平成16年）に国際情報局が廃止され、国際情報統括官が設置された。同時に国際情報課、分析第1課、分析第2課が廃止され、国際情報統括官の職務を助ける国際情報官（第一担当）、国際情報官（第二担当） 、国際情報官（第三担当）、国際情報官（第四担当）が、また国際情報官の職務を助ける三人の情報分析官が、それぞれ外務省に設置された。第一国際情報官室が企画、情報衛星運用を、第二国際情報官室が国際テロ、大量破壊兵器を、第三国際情報官室が東アジア、東南アジア、大洋州、南西アジア地域の分析を、第四国際情報官室が欧州、中央アジア、米州、中東、アフリカ地域の分析をそれぞれ担当し、各室の定員が約20名となった。また情報統括官の下で非常勤の国家公務員である情報分析員が15名程度勤務。

### 組織の性格
海外の類似している機関としては、アメリカ合衆国国務省の情報調査局（Bureau of Intelligence and Research）が挙げられる。
したがって国際情報統括官組織は、協力者工作を行うなどのヒューミント（human intelligence）は行っていない。
また通信傍受は行われていないが、内閣衛星情報センターの情報収集衛星計画に参画している。

### 組織の編成
2005年（平成17年）現在の定員は約80人であり、外務省新庁舎に組織を置いている。
幹部は、局長級である国際情報統括官を長として、審議官又は参事官、国際情報官（課長級分掌官）4人で構成されている。
国際情報官は、それぞれ第一から第四までの国際情報官室を統括しており、第一国際情報官室が企画、情報衛星運用、第二国際情報官室が国際テロ、大量破壊兵器、第三国際情報官室が 東アジア、東南アジア、大洋州、南西アジア地域の分析、第四国際情報官室が欧州、中央アジア、米州、中東、アフリカ地域の分析を担当している。各室の定員は、20人程度とみられる。
現在、国際情報統括官室に4人、第一国際情報官室に29人、第二国際情報官室に22人、第三国際情報官室に20人、第四国際情報官室に24人が働いている。
職員は、外務省に採用された外交官で構成され、他省庁からの出向者も在籍している。また、現地語が堪能な地域研究者を、「専門分析員」として期限付（最長2年間）で採用している。在野の人物が起用される事もあり、小泉悠は無職時代に軍事雑誌へ投稿していた論文が河東哲夫の目にとまり専門分析員に推薦された。

#### 幹部
- 国際情報統括官
- 審議官
- 国際情報官（第一担当）
- 国際情報官（第二担当）
  - 情報分析官
- 国際情報官（第三担当）
  - 国際情報研究官
- 国際情報官（第四担当）

### 組織の能力
国際情報統括官組織には、前述のように外交官が配属されているが、配属期間は数年ほどである。
外務省では外交官として採用された人物は、研修語（専門とする外国語）を決められ、研修語が現地語となっている国の大学院などで2年ないし3年の在外研修を受ける。さらに、研修語が現地語となっている地域の在外公館に原則1回以上は在勤するため、外交官の語学力・現地情勢の知識は高い。そのため、分析能力については評価する向きもある。
しかし外務省の構造的な問題として、国際情報統括官組織の地位は比較的低く、情報収集の最前線である在外公館との連携も不十分であるとされる。また、国家公務員I種で採用されたキャリア外交官はジェネラリスト的な人事が優先され、研修語が通用しない地域の在外公館に配属されることも多い。そのため、在外公館の情報収集体制にも問題があるとも言われる。

## 展望
外務省は、2005年（平成17年）4月、外務省の情報活動の強化策を話し合う有識者懇談会「対外情報機能強化に関する懇談会」を設置し、同年9月、最終報告「対外情報機能の強化に向けて」を公表した。
同報告書は、ヒューミントを行う情報官を在外公館に配置することや、イギリス外務省のSISをモデルにした諜報機関を外務省に設置することなどを提言した。情報官については、平成18年度からの5年間で100人を配置するとも報じられた。ただし、外国でのヒューミントは各赴任国の防諜機関から行動確認（盗聴など）され、場合によっては逮捕・拘束されるなど危険を伴う。
2006年（平成18年）9月、中国の北京高級人民法院は判決の中で情報統括官組織をスパイ組織、在北京日本大使館書記官と日本の新聞の記者3名をスパイと断じた。

## 歴代局長・統括官
- 石瀬素行 : 2024年 (令和6年)
- 新居雄介 : 2022年 (令和4年)
- 山内弘志 : 2021年 (令和3年)
- 水越英明 ： 2020年　(令和2年)
- 小澤仁 : 2018（平成30年）
- 山上信吾：2017年（平成29年）
- 鈴木哲：2016年（平成28年）
- 岡浩：2014年（平成26年）
- 松富重夫：2012年（平成24年）
- 篠田研次：2010年（平成22年）
- 小寺次郎：2008年（平成20年）
- 竹内春久：2006年（平成18年）
- 中村滋：2002年（平成14年）国際情報統括官
- 小島高明：2002年（平成14年）
- 今井正：2001年（平成13年）
- 高野紀元：1999年（平成11年）
- 孫崎享：1997年（平成9年）
- 茂田宏：1996年（平成8年）
- 高島有終：1994年（平成6年）国際情報局長
- 渋谷治彦：1993年（平成5年）
- 鈴木勝也：1992年（平成4年）
- 佐藤行雄：1990年（平成2年）
- 山下新太郎：1988年（昭和63年）
- 新井弘一：1986年（昭和61年）
- 渡邊幸治：1984年（昭和59年）
- 岡崎久彦：1984年（昭和59年）情報調査局長
- 三宅和助：1983年（昭和58年）
- 橋本恕：1981年（昭和56年）
- 天羽民雄：1979年（昭和54年）
- 加賀美秀夫：1978年（昭和53年）
- 柳谷謙介：1976年（昭和51年）
- 黒田瑞夫：1973年（昭和48年）
- 和田力：1971年（昭和46年）
- 藤山楢一：1969年（昭和44年）
- 新関欽哉：1966年（昭和41年）
- 曾野明：1961年（昭和36年）
- 近藤晋一：1957年（昭和32年）
- 田村景一：1953年（昭和28年）
- 林馨：1953年（昭和28年）局長事務取扱
- 田中三男：1952年（昭和27年）
- 柿坪正義：1952年（昭和27年）
- 宮崎章：1951年（昭和26年）情報文化局長
- 土屋隼：1950年（昭和25年）
- 太田一郎：1950年（昭和25年）
- 松井明：1950年（昭和25年）
- 与謝野秀：1949年（昭和24年）
- 松平康東：1948年（昭和23年）
- 法華津孝太：1946年（昭和21年）
- 尾形昭二：1945年（昭和20年）
- 岡崎勝男：1945年（昭和20年）調査局長